# Фейстон (Вермонт)
Фейстон (англ. Fayston) — місто (англ. town) в США, в окрузі Вашингтон штату Вермонт. Населення — 1364 особи (2020).

## Демографія
Згідно з переписом 2010 року, у місті мешкали 1353 особи в 594 домогосподарствах у складі 365 родин. Було 1201 помешкання
Расовий склад населення:
| - 97,9 % — білих - 0,4 % — азіатів - 0,1 % — вихідців з тихоокеанських островів - 0,1 % — корінних американців - 0,1 % — чорних або афроамериканців |

До двох чи більше рас належало 1,5 %. Частка іспаномовних становила 1,1 % від усіх жителів.
За віковим діапазоном населення розподілялося таким чином: 20,8 % — особи молодші 18 років, 66,1 % — особи у віці 18—64 років, 13,1 % — особи у віці 65 років та старші. Медіана віку мешканця становила 45,2 року. На 100 осіб жіночої статі у місті припадало 101,3 чоловіків;  на 100 жінок у віці від 18 років та старших — 101,7 чоловіків також старших 18 років.
Середній дохід на одне домашнє господарство  становив 101 945 доларів США (медіана — 79 940), а середній дохід на одну сім'ю — 120 172 долари (медіана — 92 396). Медіана доходів становила 51 389 доларів для чоловіків та 57 500 доларів для жінок. За межею бідності перебувало 6,3 % осіб, у тому числі 1,1 % дітей у віці до 18 років та 2,7 % осіб у віці 65 років та старших.
Цивільне працевлаштоване населення становило 716 осіб. Основні галузі зайнятості: мистецтво, розваги та відпочинок — 19,1 %, освіта, охорона здоров'я та соціальна допомога — 15,5 %, науковці, спеціалісти, менеджери — 12,2 %, фінанси, страхування та нерухомість — 12,2 %.